# Ludwig Munzinger
Pour les articles homonymes, voir Munzinger.
Ludwig Munzinger (28 août 1877 - 15 novembre 1957) est un journaliste et éditeur allemand de la première moitié du XXe siècle.

## Biographie
Ludwig Munzinger naît le 28 août 1877 à Sarrebourg en Lorraine. Après des études secondaires à Strasbourg et à Wissembourg, Munzinger étudie le droit à Wurtzbourg, avec l’intention de devenir officier de carrière. Après la mort de son père en 1898, Ludwig Munzinger rejoint l'armée impériale en 1899 et sert comme sous-lieutenant dans un bataillon d'infanterie de Colmar. Après deux ans et demi de service, Ludwig Munzinger reprend des études de droit à Munich et à Heidelberg. En 1901, il obtient son doctorat de droit à Heidelberg. En 1903, il devient rédacteur au Allgemeine Zeitung à Munich, journal dont il deviendra plus tard rédacteur en chef. Après un court séjour sur le front en 1914 et 1915, il publie un bulletin d'informations pour les troupes sur le terrain. En 1930, il déménage avec sa famille à Loschwitz, près de Dresde. 
Ludwig Munzinger décéda le 15 novembre 1957, à Ravensbourg dans le Bade-Wurtemberg.

## Publications
- Zukunftsländer am La Plata, 1907.
- Das feldgraue Heimatbuch, Grethlein, Leipzig, 1916.
- Geschichten, Gedichte und Schwänke, Frankch, Stuttgart, 1920.
- Geschichte des Corps Rhenania zu Würzburg 1842-1935 : Im Auftr. d. Verb. ehem. Würzburger Rhenanen / dir. Ludwig Munzinger, Dresden-Loschwitz, 1940.
- Bürokratie od. Demokratie, 1948.

## Sources
- Kösener Corpslisten, 1960 (p. 143)
- Erika Dillmann : Munzinger, Ludwig. In: Neue Deutsche Biographie (NDB). vol. 18, Duncker & Humblot, Berlin, 1997 (p. 601 et suiv.).